# Kun Can

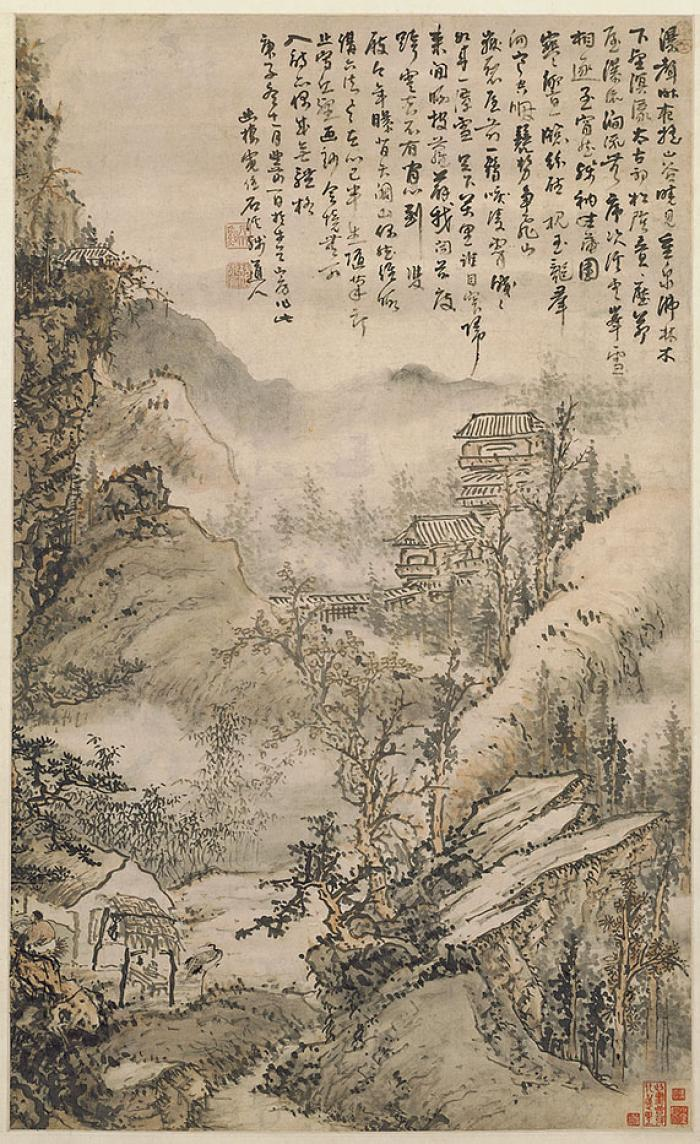
Landschap na een nachtelijke regenbui (1660), gewassen inkt en kleur op papier

Kun Can (traditioneel Chinees: 髡殘; 1612–1673) was een Chinees kunstschilder die actief was tijdens de vroege Qing-periode. Hij was geboren als Liu Shixi (劉石谿), zijn omgangsnaam was Jie Qiu en zijn artistieke namen Shigi, Jieqiu, Baitu en Candaoren.

## Biografie
Kun Can werd in 1612 in Wuling te Hunan geboren. Op 27-jarige leeftijd werd hij een chàn-monnik en verhuisde  naar de Baoen-tempel  in Nanjing. Later werd hij abt van de Youqi-tempel op de berg Niushou.
Kun wordt samen met Hong Ren (1610–1663), Bada Shanren (1626–1705) en Shitao (1642–1707) gerekend tot de canon van de Vier Monniken; Ming-loyalisten die bekend waren om hun expressieve, niet aan conventies gebonden stijl. In tegenstelling tot de overige drie was Kun al monnik voor de Ming-dynastie viel.

## Werken
Er zijn slechts een aantal shan shui-werken van Kun Can bewaard gebleven. Deze landschappen volgen de stijl van Wang Meng (1308–1385), maar zijn uitgevoerd in drogere, rauwe penseelstreken en lichte inktwassingen. Kuns weidse landschappen worden beschreven als vrij, sereen en natuurlijk. Ze hadden een belangrijke invloed op moderne Chinese kunstenaars als Huang Binhong (1865–1955).
- International Standard Name Identifier: 0000 0003 9184 151X
- KulturNav: c1bb249c-2456-4e6f-8f3b-cb6f25f1adee
- Nederlandse Thesaurus van Auteursnamen: 238570592
- Union List of Artist Names: 500320887
- Virtual International Authority File: 285786911
- WorldCat: E39PBJdwYDhrfypYHhb9JQkv73